# Microgomphus
Microgomphus é um género de libelinha da família Gomphidae.
Este género contém as seguintes espécies:
- Microgomphus nyassicus
- Microgomphus schoutedeni
- Microgomphus wijaya